# (2934) Aristophanes
(2934) Aristophanes (4006 P-L) – planetoida z pasa głównego asteroid okrążająca Słońce w ciągu 5,65 lat w średniej odległości 3,17 j.a. Odkryta 25 września 1960 roku.